# 岩津郵便局
岩津郵便局
- （いわづゆうびんきょく） - 愛知県岡崎市にある郵便局。本記事にて記述する。
- （いわつゆうびんきょく） - 福岡県みやま市にある郵便局。局番号は74454。

岩津郵便局（いわづゆうびんきょく）は愛知県岡崎市にある郵便局。民営化前の分類では集配普通郵便局であった。

## 概要
住所：〒444-2199 愛知県岡崎市東蔵前町木平75
民営化直前の集配業務再編において、多くの集配普通郵便局は統括センターとなったが、当局は配達センターとされたため、民営化後も郵便事業株式会社の支店は併設されず、集配センターが併設された。

## 沿革
- 1876年（明治9年）4月10日 - 岩津郵便局（五等）として開設[1]。
- 1885年（明治18年）10月1日 - 貯金取扱を開始。
- 1899年（明治32年）12月16日 - 為替取扱を開始。
- 1966年（昭和41年）1月30日 - 電話交換業務を岡崎電報電話局に移管[2]。
- 1966年（昭和41年）8月15日 - 岡崎市岩津町から同市東倉前町に移転。
- 1983年（昭和58年）2月15日 - 和文電報配達業務を岡崎電報電話局に移転。
- 1984年（昭和59年）9月1日 - 特定郵便局から普通郵便局に局種別改定。
- 2000年（平成12年）8月14日 - 外国通貨の両替および旅行小切手の売買に関する業務取扱を開始。
- 2007年（平成19年）2月12日 - 常磐郵便局から「444-31xx」区域の集配業務を移管[3]。
- 2007年（平成19年）10月1日 - 民営化に伴い、併設された郵便事業岡崎支店岩津集配センターに一部業務を移管。
- 2012年（平成24年）10月1日 - 日本郵便株式会社発足に伴い、郵便事業岡崎支店岩津集配センターを岩津郵便局に統合。

## 取扱内容
- 郵便、印紙、ゆうパック、内容証明
- 貯金、為替、振替、振込、国際送金、国債、投資信託
- 生命保険、バイク自賠責保険、自動車保険
- ゆうちょ銀行ATM
- 「444-21xx」「444-31xx」区域（岡崎市の一部）の集配業務

## 周辺
- 岡崎市役所岩津支所
- 岩津天満宮
- 愛知県立岩津高等学校
- 国道248号
- 矢作川

## アクセス
- 名鉄バス 岩津停留所下車
- 伊勢湾岸自動車道 豊田東ICから南へ約5km
- 駐車場あり：16台